# Croupette (architecture)

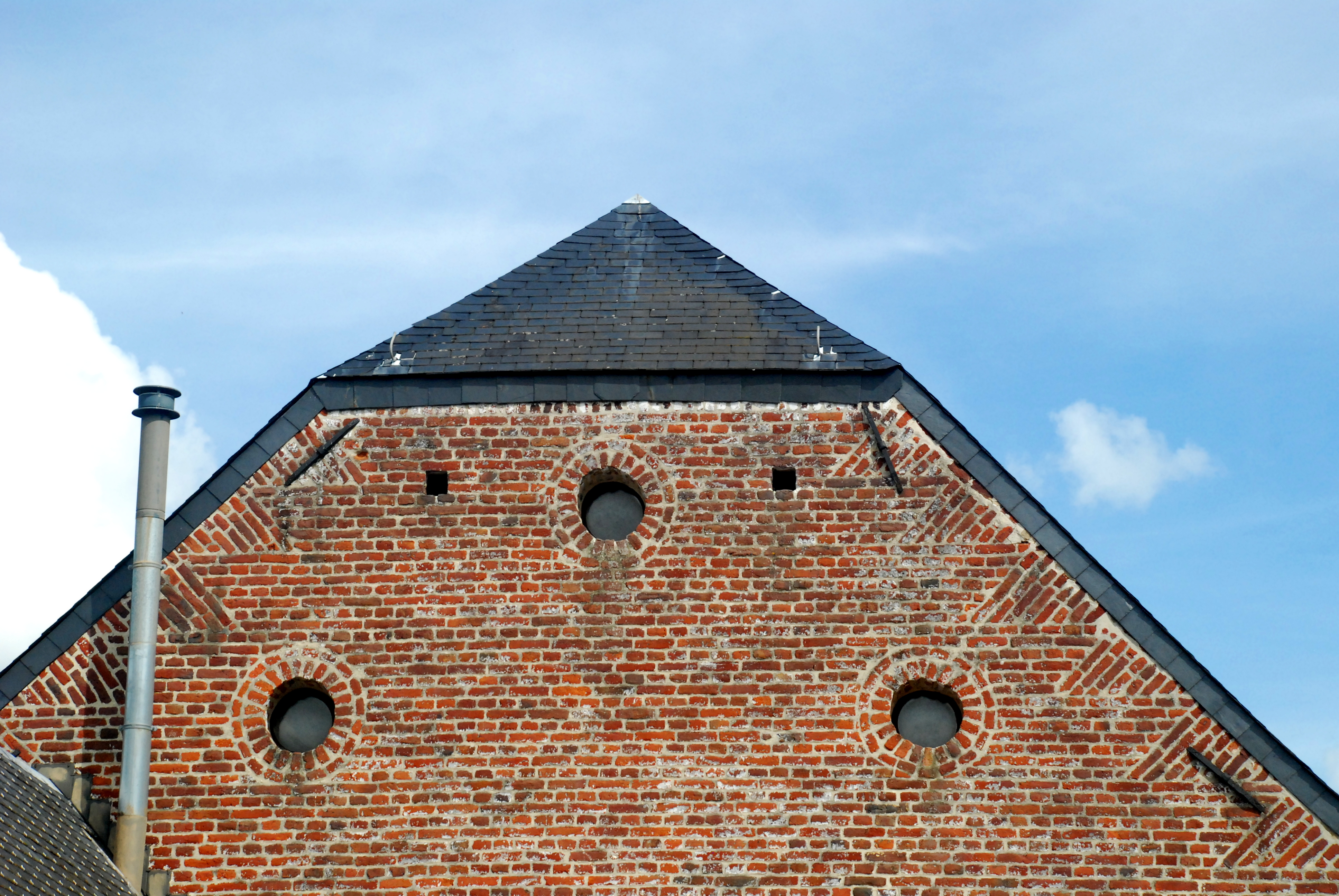
Croupette de la toiture de la grange
de la ferme du Douaire à Ottignies.

En architecture, une croupette est un petit versant de toit triangulaire qui réunit les deux pans principaux d’un toit à leur extrémité mais qui ne descend pas aussi bas que ceux-ci, contrairement à la croupe.
C'est une version de dimension réduite et sans proportion évidente de la demi-croupe (qui coupe les pans principaux à leur moitié) ou de la croupe aux trois-quarts.
La croupette aide à assurer la stabilité de la toiture et permet de diminuer la prise au vent du pignon, là où une maison simple à deux versants offrira une importante prise au vent sur son pignon[réf. nécessaire].

## Galerie

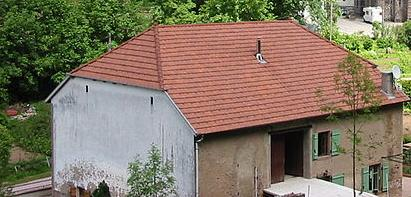
Demi-croupe (à gauche).
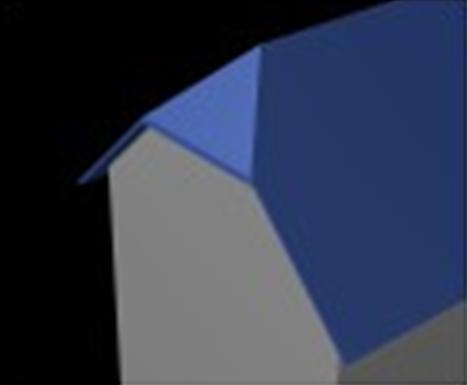
Croupette.
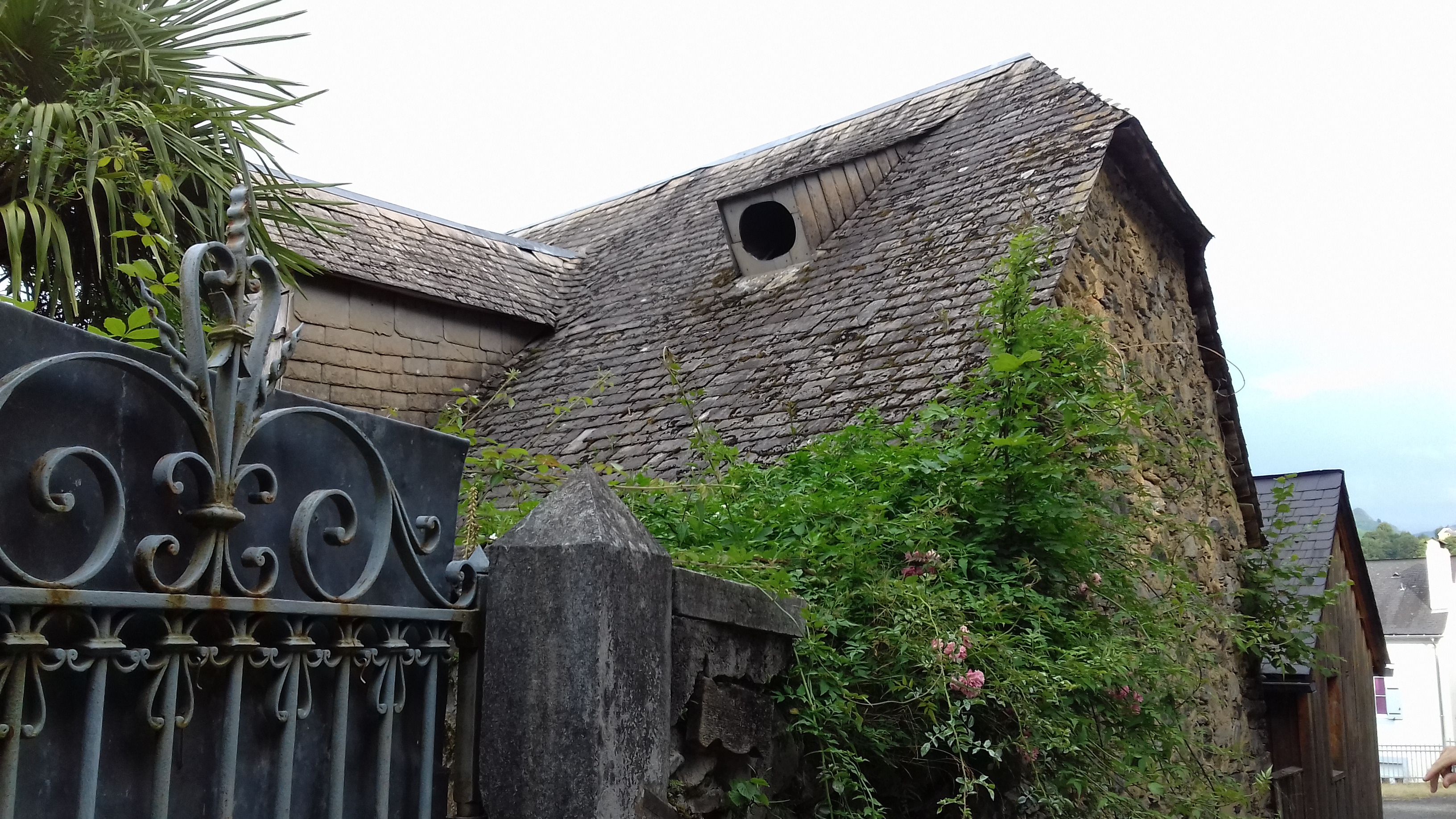
Maison située en pays bigourdan comportant un pignon à croupette.